# Savannah Smiles
Savannah Smiles es una película familiar estadounidense de 1982 escrita y producida por Mark Miller. Miller también interpretó a uno de los dos protagonistas masculinos de la película. Fue dirigida por Pierre De Moro y protagonizada por Bridgette Andersen como el personaje principal, junto a Mark Miller y Donovan Scott como los dos fugitivos que se hacen amigos de ella.

## Trama
Savannah es una niña de seis años cuyo padre, un rico hombre de negocios de Salt Lake City, se postula para el Senado de los Estados Unidos. Debido a esto, Savannah ha quedado relegada a un segundo plano en la vida de su madre y su padre. Sintiéndose abandonada, decide huir, hace una maleta con sus cosas y escribe una carta a sus padres. Su tía viene a recogerla para ir al parque, y Savannah logra meter su maleta en el coche sin que nadie se dé cuenta. En el parque, Savannah se escapa y se cuela en el asiento trasero del coche de Alvin "Alvie" Gibbs y Boots "Bootsie" McGaffee, dos convictos fugitivos y sin suerte. El padre de Savannah encuentra su carta, pero temiendo que la noticia de su huida lo exponga como un padre negligente, y que esto pueda dañar sus posibilidades de ganar las elecciones, decide quema la nota, y le ordena a la criada que no se lo diga a nadie. Los convictos se llevan a Savannah con ellos a regañadientes, pero pronto descubren que sus padres han ofrecido una recompensa de 100.000 dólares por su regreso sana y salva. Alvie y Bootsie creen que finalmente han tenido suerte, pero se preguntan cómo podrán regresar a Savannah y cobrar la recompensa sin llamar la atención y ser enviados de regreso a prisión. Mientras intentan resolverlo, inesperadamente se encariñan con Savannah, y Savannah encuentra en ellos el amor y la atención que siempre quiso tener. Alvie le confiesa a Savannah que es un fugitivo, y que, al igual que ella, abandonó a sus padres, quienes los maltrataban y los descuidaban cuando era niño. Los convictos planean devolverla, con la ayuda del sacerdote de la familia, pero ella se pierde en las montañas Uinta del noreste de Utah. Los convictos deciden renunciar a su libertad, buscan a Savannah y la traen de regreso con sus padres en un lugar seguro. Mientras Savannah se aleja con sus padres, Bootsie le dice a Alvie que espera que nadie le diga a Savannah que eran "malos", pero Alvie le asegura que no se ha dado cuenta de eso y que para ella no lo eran. La película termina con un flashback de un joven Alvie finalmente llegando a la camioneta con sus primos dándole la bienvenida, habiendo finalmente ganado la familia que nunca tuvo.

## Producción
Mark Miller fue la fuerza creativa detrás del proyecto. Él concibió la historia, escribió el guion, protagonizó y produjo la película. A Miller se le ocurrió la idea de la película cuando su hija Savannah era una niña pequeña. Su rebelde cabello rubio y rizado y su rostro sonriente le parecieron tan atractivos a Miller que llegó a creer que podía hacer una película exitosa sólo en torno a eso. Tomó prestada algunas ideas de la película francesa La Grande Illusion de 1937, donde un prisionero fugitivo y endurecido se esconde en la casa de una joven viuda, y se ablanda por la amabilidad de su hija. Miller llamó a la película Savannah Smiles en honor a su hija Savannah. Aunque muchos pensaron que la película no tendría público, Miller creía que el proyecto atraería a las mujeres jóvenes. Se demostró que tenía razón.
Sesenta actrices infantiles hicieron una audición para el papel de Savannah. El resultado se redujo a doce, a quienes se les pidió que audicionaran ante Miller, incluida Drew Barrymore. Al hacer una audición para Bridgette Andersen, le pidió que le contara cualquier cuento para dormir que conociera. Bridgette le contó a Miller la historia de Br'er Rabbit. Le gustó tanto cómo ella contó la historia que la seleccionó como protagonista de la película.
Miller le pidió a Donovan Scott que interpretara el papel de Bootsie McGaffey, el amigo de Alvie, para así aportar comedia física a la trama. Miller interpretó a Alvie Gibbs, el otro protagonista masculino y el personaje central de la película. Le pidió a su esposa, Barbara Stanger, que interpretara el papel de la madre de Savannah, Joan Driscoll, y llamó a Peter Graves y Pat Morita para que participaran también en la película. Miller se basó en su vida y educación en Texas para crear el personaje de Alvie Gibbs. También le dio a su hija Savannah un pequeño papel con diálogo como Beth, la prima de la protagonista. En el momento del rodaje, ya tenía once años. La hija mayor de Miller, Marissa, también tuvo un pequeño papel en la película.
La película se filmó en locaciones de Salt Lake City, Provo Canyon, y en una zona montañosa cerca de Sundance en Utah. La escena de la góndola se filmó en Bridal Veil Falls.
Debido a la escasez de fondos para promocionar la película, Miller se asoció con Eunice Shriver de Special Olympics, una organización benéfica a la que apoyaba. Miller destinó los ingresos brutos del fin de semana de estreno de la película a las Olimpiadas Especiales para ayudar a promocionar el estreno. Shriver estuvo de acuerdo. La película se estrenó el 9 de abril de 1982. La banda sonora de la película, titulada Savannah Smiles (Original Motion Picture Soundtrack), se lanzó dos meses después de la película, el 1 de junio de 1982.
Después de una corta exhibición en cines, la película tuvo una amplia difusión en la televisión por cable y apareció en canales como HBO. La película fue lanzada en DVD por Anchor Bay el 26 de septiembre de 2006.

## Recepción e influencia
La comentarista Lacey Worrell señaló: "Escrita por Mark Miller, quien interpreta a Alvie, se trata menos de Savannah y más de Alvie, quien, después de sufrir una vida de abandono, finalmente aprende a amar gracias a Savannah".
Por su trabajo en la película, Bridgette Andersen recibió una nominación a los premios Young Artist como Mejor Actriz.